# Březová (Sokolov)
Březová é uma cidade checa localizada na região de Karlovy Vary, distrito de Sokolov‎.